# Chandata cnigrum
Chandata cnigrum là một loài bướm đêm trong họ Noctuidae.